# Гришин Олександр Сергійович
Олександр Сергійович Гришин (3 серпня 1890, село Сивково Перемишльського повіту Калузької губернії, тепер Калузької області, Російська Федерація — 15 липня 1937, Москва) — радянський військовий діяч, заступник начальника політичного управління Українського військового округу, начальник політичного управління морських сил Балтійського моря, армійський комісар 2-го рангу. Кандидат у члени ЦК КП(б)У в червні 1930 — січні 1934 р. Член Військової ради при наркомові оборони СРСР.

## Біографія
Народився у серпні 1890 року в селянській родині. Закінчив сільську школу. З дванадцятирічного віку розпочав трудову діяльність і майже десять років працював ливарником на заводах міста Санкт-Петербурга.
У жовтні 1911 року призваний на службу у російський імператорський флот і направлений у навчальний загін підводного плавання в місто Лібаву. Потім закінчив машинну школу в Кронштадті. Після закінчення школи, у кінці 1913 року направлений на підводний човен «Дракон», на якому служив до весни 1916 року. Весною 1916 року скерований на Балтійський завод у Петрограді, де брав участь у будівництві нових підводних човнів. У жовтні 1916 — вересні 1917 року — член екіпажу підводного човна «АГ-13» («АГ-16»). Учасник Першої світової війни.
Член РСДРП(б) з березня 1917 року.
Під час Лютневої революції 1917 року, будучи у відпустці в Петрограді, разом з робітниками Виборзької сторони брав участь в демонстраціях проти царського режиму. У вересні 1917 року через хворобу був звільнений із флоту. Останній чин в російській армії — старший унтер-офіцер.
З середини жовтня 1917 року працював ливарником на Петроградському заводі «Новий Леснер», був членом комітету з організації заводської Червоної гвардії. У дні Жовтневого перевороту 1917 року в Петрограді командував загоном червоногвардійців при захопленні телефонної станції і у боях під Пулково. У грудні 1917 року був обраний заступником голови Червоної гвардії Виборзького району міста Петрограду.
З 1918 року — у Червоній армії. У 1918—1921 роках — заступник голови вербувальної комісії із створення Червоної армії, помічник військового керівника і військовий комісар Виборзького району міста Петрограду, військовий комісар Дєтскосельського повіту Петроградської губернії. Учасник придушення Кронштадтського повстання у березні 1921 року.
У 1922—1923 роках — начальник політичного секретаріату Петроградського і Псковського губернських військових комісаріатів. З грудня 1923 року — військовий комісар і начальник політичного відділу 2-ї окремої залізничної бригади. У 1925—1927 роках — заступник начальника політичного відділу 56-ї та 10-ї стрілецьких дивізій, військовий комісар і начальник політичного відділу 43-ї стрілецької дивізії. Після закінчення у 1927 році Курсів удосконалення вищого політичного складу РСЧА — військовий комісар і начальник політичного відділу 30-ї стрілецької дивізії.
У листопаді 1928 — 1930 р. — начальник організаційного відділу політичного управління Українського військового округу. У 1930 — січні 1931 року — заступник начальника політичного управління Українського військового округу.
У січні 1931 — травні 1937 року — член Революційної військової ради і начальник політичного управління Морських сил Балтійського моря.
У травні — липні 1937 року — член Військової ради Чорноморського флоту.
15 липня 1937 року, очікуючи арешту, покінчив життя самогубством.

## Звання
- армійський комісар 2-го рангу (20.11.1935)

## Нагороди
- орден Червоного Прапора (1933)
- орден Червоної Зірки (1935)